# Hwachae

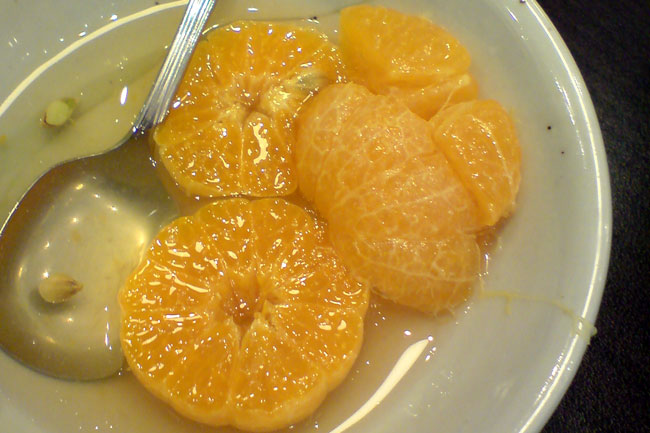
Milgam hwachae.

Le hwachae (화채 : hwatɕʰɛ) est un terme générique pour les cocktails traditionnels coréens, composés de divers fruits et pétales de fleurs comestibles plongés dans un jus d'omija (baies de Schisandra chinensis) ou de miel.

## Types

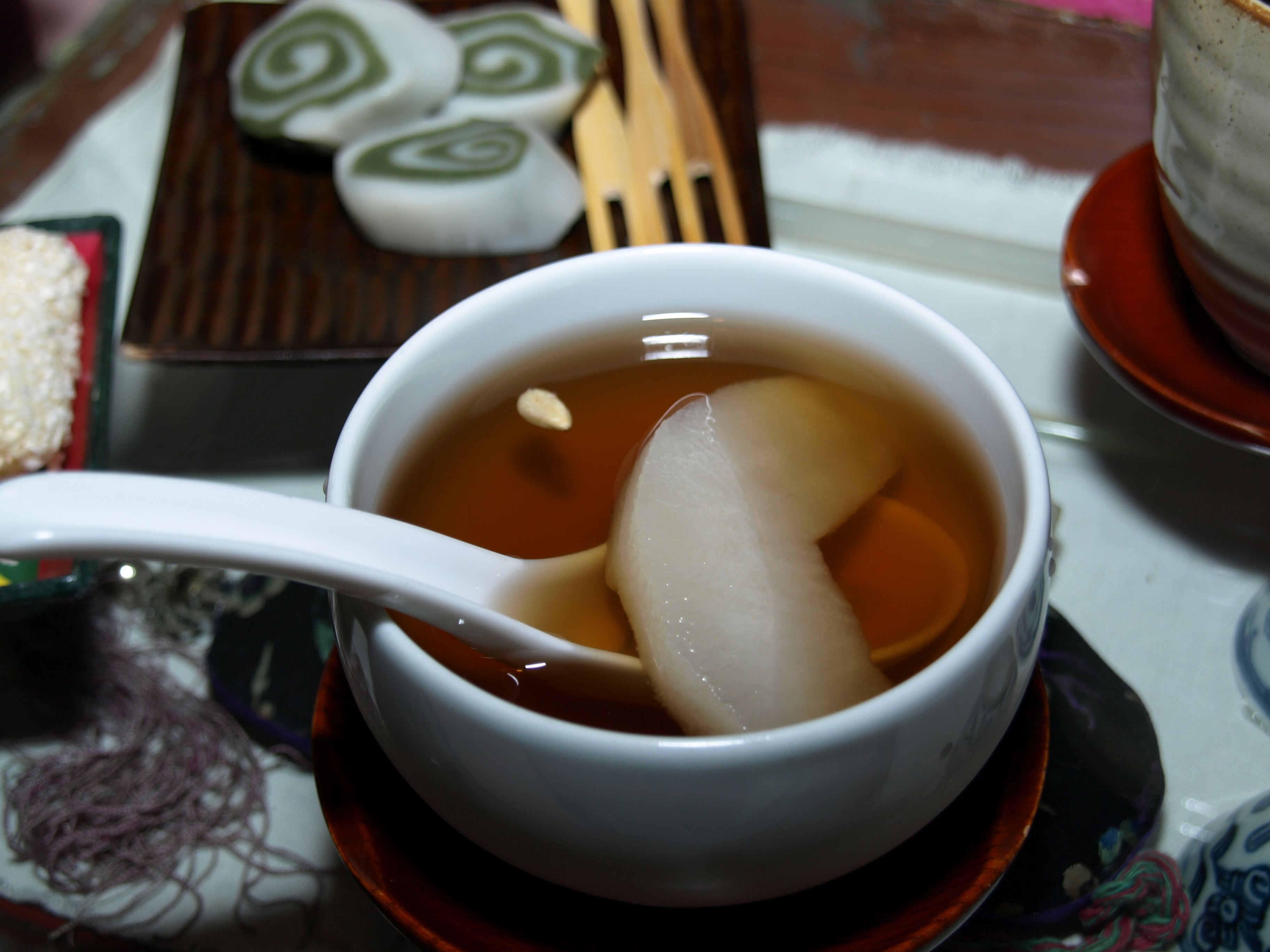
Baesuk.

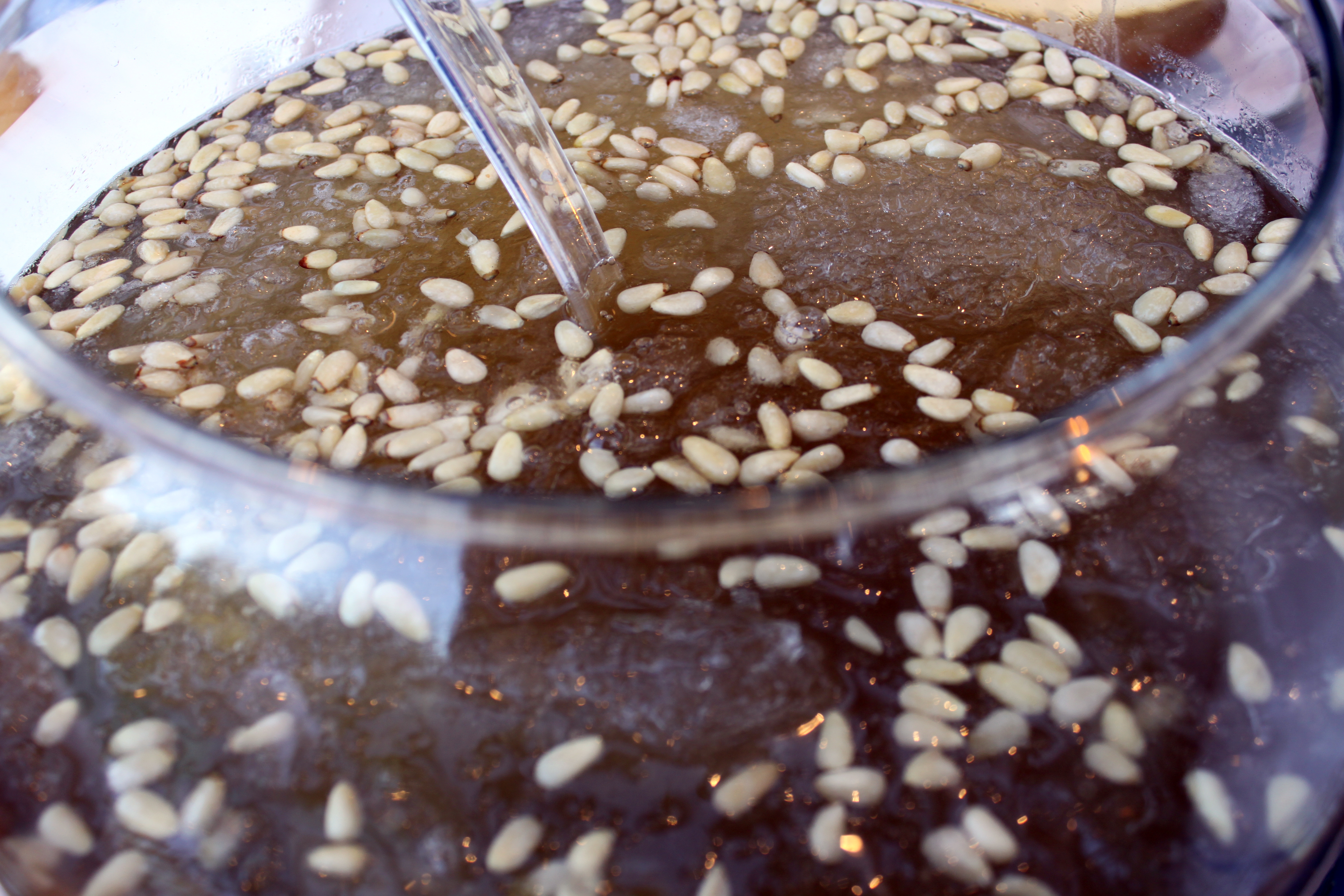
Baehwachae.

L'omija hwachae (오미자화채 五味子花菜) est un hwachae fait avec de l'omija (baies de Schisandra chinensis) et divers fruits ou pétales de fleurs. Il est également utilisé comme base pour les autres variantes du hwachae.

### Fleurs et plantes
| Jangmi hwachae    | 장미화채   | Le jangmi hwachae est fait de pétales de rose, fécule de haricot mungo et omija. |
| Jindallae hwachae | 진달래화채 | Le jindallae hwachae est fait de pétales d'azalées (Rhododendron mucronulatum),, fécule de haricot mungo et est préparé pour Samjinnal (삼짇날, une fête traditionnelle coréenne qui se passe tous les 3 mars du calendrier lunaire). |
| Songhwa hwachae   | 송화화채   | Le songhwa hwachae est fait de songhwa garu (송화가루, farine de pollen séché de pin) dilué dans de l'omija, ou un jus miellé ou sucré. C'est une spécialité locale de la province de Gangwon.                                        |
| Songhwasu         | 송화수     | Le songhwasu est préparé avec du songhwa garu dans un jus miellé,. |
| Sunchae hwachae   | 순채화채   | Le sunchae hwachae est fait de sunchae (순채, Brasenia schreberi), fécule de haricot mungo, jus miellé ou d'omija. |

### Tteoket graines
| Sudan       | 수단 (水團)     | Le sudan est un hwachae avec des gyeongdan (경단 une variété de tteok en forme de boulette) dans un jus miellé.                        |
| Tteoksudan  | 떡수단          | Le tteok sudan est fait de tranches fines de garae-tteok (gâteau de riz cylindrique), d'amidon de haricot mungo et de miel.            |
| Borisudan   | 보리수단        | Le borisudan est fait de fécule de haricot mungo et de jus d'omija.                                                                    |
| Wonsobyeong | 원소병 (圓小餠) | Le wonsobyeong est fait de tteok en forme de boulettes farcies de jujubes ou de marmelade, plongées dans un jus miellé.                |
| Changmyeon  | 창면            | C'est un dessert froid estival, consistant en un potage de nouilles de haricot mungo ainsi que de jus d'omija.                         |
| Hwamyeon    | 화면 (花麵)     | Le hwamyeon est une sorte de potage froid de nouilles presque similaire au changmyeon hormis l'ajout de pétales de fleurs comestibles. |